# Pedro Luis Ramírez
Pedro Luis López Ramírez (Almería, 19 de octubre de 1919 - Madrid, 24 de abril de 1993)  más conocido como Pedro L. Ramírez, fue un director de cine español.

## Biografía
Inició una larga trayectoria profesional en la industria del cine, primero como simple figurante, luego como actor, después como regidor y más tarde, como ayudante de dirección, trabajando regularmente con Rafael Gil entre 1946 y 1955. Así fue lógica su debut como realizador en el seno de la productora Aspa con diversas películas. En 1962 tras dirigir el debut cinematográfico de Manolo Escobar en Los guerrilleros abandona el cine durante una decena de años, centrando su atención en la realización televisiva, básicamente en programas dramáticos y telenovelas, adaptando diversas obras de la literatura universal. Su regreso al cine no fue especialmente señalado, puesto que consistió en la dirección de algunos Spaghetti-Westerns filmados con el seudónimo de Stan Parker. Siendo su última película como director  El colegio de la muerte (1975).

## Filmografía como director
- El colegio de la muerte (1975)
- El pez de los ojos de oro (1974)
- Ninguno de los tres se llamaba Trinidad (1973)
- Judas... ¡Toma tus monedas! (1972)
- Los guerrilleros (1962)
- ¿Dónde pongo este muerto? (1961)
- Crimen para recién casados (1960)
- Fantasmas en la casa (1961)
- Llama al tal Esteban (1959)
- El gafe (1958)
- El Tigre de Chamberí (1957)
- La cenicienta y Ernesto (1957)
- Los ladrones somos gente honrada (1956)
- Recluta con niño (1955)